# Сан Хосе Чинантекуилла
Сан Хосе Чинантекуилла (на испански: San José Chinantequilla) е общност, разположена в Оахака, Мексико. Основният град на общността се намира на надморска височина 1160 метра. Населението му е 463 души (2005 г.).